# Justus Friedrich Zachariae
Justus Friedrich Zachariae (* 1. Dezember 1704 zu Haina (Nessetal); † 8. März 1773 in Kiel) war ein lutherischer Theologe und Orientalist.

## Werke
Justus Friedrich Zachariae, Sohn des Pastors in Haina Friedrich Wilhelm Zachariae, studierte Theologie in Jena. Dort prägte er ihn der schon sehr alte Hebräist Johann Andreas Danz. Nach dessen Tod wechselte Zachariae an die Christian-Albrechts-Universität zu Kiel, wo er 1731 zum Magister promovierte. Er war von 1735 bis 1742 außerordentlicher Professor für Orientalische Sprachen an der Kieler Universität, wurde 1742 ordentlicher Professor für biblische Altertümer und 1747 ordentlicher Professor für Theologie. Nach einem Schlaganfall trat er 1769 in den Ruhestand.

## Schriften (Auswahl)
- Commentatio Solemnis, Comma 2dum Vti Hoseæ Capitis Explicans. Kiel 1731.
- Io. Henrici Othonis Hel. Bernatis, In Acad. Lavs. Phil. Prof. Lexicon Rabbinico-Philologicvm. In qvo ordine alphabetico notantvr et refervntvr praecipva, qvae circa vetervm Hebraeorvm dogmata, ritvs et statvta, in vtroqve Talmvde, Maimonidis et aliorvm scriptis occurvnt. Altona 1757.
- Die entzückende Hofnung von der unveränderlichen Glückseeligkeit Holsteins, gegründet auf die prangenden Vorzüge Ihro Käyserlichen Hoheit des Durchlauchtigsten Cronprinzen … Paul Petrowitz, unsers allergnädigsten Fürsten und Herrn : in Ehrfurchtsvoller Bewunderung erwogen, und in einem geringen Sendschreiben an Sr. Excellence … Ihro Kayserl. Majestät aller Reußen … wirklichen Geheimden Rath und Staats-Ministre … Caspar von Saldern, aus innigster Rührung entworfen und dargestellet. 1768.